# Mickey Mouse (Last Week Tonight with John Oliver)
Mickey Mouse es un personaje ficticio y una mascota del programa de medianoche estadounidense Last Week Tonight with John Oliver. Basado en el personaje de Disney del mismo nombre, el personaje fue creado para burlarse de The Walt Disney Company antes de que la versión de Disney de Mickey Mouse ingresara inminentemente al dominio público en 2024. El personaje apareció por primera vez en el episodio 6 de la temporada 10 (episodio 275 en general), en el que el presentador del programa, John Oliver, desafió públicamente a Disney a emprender acciones legales contra él.

## Creación
El episodio del programa del 2 de abril de 2023 (sobre el confinamiento solitario) presentó un segmento que examinaba el vencimiento inminente de los derechos de autor de Steamboat Willie de Disney y las acciones tomadas por Disney en el pasado para proteger sus derechos sobre su mascota, tales como el cabildeo a favor de extender la duración de los derechos de autor en los Estados Unidos. Oliver sugirió que sin la protección de los derechos de autor para detener el uso no autorizado de Mickey Mouse, The Walt Disney Company probablemente usaría la ley de marcas registradas para lograr los mismos resultados, argumentando potencialmente que Mickey Mouse está tan estrechamente asociado con su marca que cualquier uso no autorizado podría causar confusión entre los consumidores. Oliver luego reveló que los títulos de apertura de Last Week Tonight habían estado usando una imagen de Steamboat Willie desde el comienzo de la temporada y que comenzaría a usar su propia versión de Mickey Mouse como mascota del programa. Él declaró:

Estamos reclamando a Mickey Mouse en este momento y sé que los abogados de Disney podrían argumentar que este Mickey está estrechamente asociado con su marca, aunque deberían saber que ahora también está bastante asociado con nuestra marca.

Oliver también debutó un disfraz de Mickey Mouse en el episodio, que dijo que estaría disponible para fiestas de cumpleaños, funerales, inauguraciones de parques temáticos y mazmorras sexuales a partir del 1 de enero de 2024. Concluyó diciendo que si bien es probable que Disney tenga muchos argumentos legales para defender a Mickey Mouse, solo se harán evidentes «si y cuando» lo demanden legalmente.

## Caracterización
La versión de Mickey Mouse de Last Week Tonight contrasta fuertemente con el personaje original de Disney, y regularmente hace comentarios políticos incendiarios. El personaje tiene varios eslóganes, que incluyen «Jeffrey Epstein no se suicidó», «¿Dónde está Shelly Miscavige?» y «Espero que Henry Kissinger muera pronto».